# Flugunfall einer Antonow An-24 der CAAC bei Lanzhou
Der Flugunfall einer Antonow An-24 der CAAC bei Lanzhou ereignete sich am 15. Dezember 1986. An diesem Tag stürzte eine Antonow An-24RW der Fluggesellschaft CAAC, die sich auf einem inländischen Linienflug von Lanzhou nach Chengdu mit einem planmäßigen Zwischenstopp in Xi’an befand, auf dem ersten Flugabschnitt aufgrund einer Triebwerksvereisung ab. Bei dem Unfall wurden unter den 44 Personen an Bord sechs Passagiere getötet.

## Maschine
Bei der betroffenen Maschine handelte es sich um eine im Jahr 1973 gebaute Antonow An-24RW mit der Werknummer 37308907 und der Modellseriennummer 089-07. Die Maschine wurde anschließend in die Volksrepublik China exportiert und ging mit dem Luftfahrzeugkennzeichen B-444 bei der Fluggesellschaft CAAC in Betrieb. Im Mai 1985 wurde das Kennzeichen in B-3413 geändert. Das zweimotorige Kurzstrecken-Passagierflugzeug war mit zwei Turboprop-Triebwerken des Typs Iwtschenko AI-24WT ausgestattet.

## Passagiere und Besatzung
Den Flug auf dem ersten Flugabschnitt des Fluges hatten 37 Passagiere angetreten. Es befand sich eine siebenköpfige Besatzung an Bord.

## Unfallhergang
Wenige Minuten nach dem Start vom Flughafen Lanzhou durchflog die Besatzung der Antonow eine Zone mit Schlechtwetter- und Vereisungsbedingungen. Das rechte Triebwerk fiel aus und die Piloten brachten dessen Propeller in die Segelstellung. Die Piloten erbaten bei der Flugsicherung in Lanzhou die Freigabe zur Umkehr für eine Notlandung. Nachdem sie diese erhalten hatten, leiteten sie den Sinkflug ein. Hierbei ging die Kontrolle über die Maschine teilweise verloren. Etwa 30 Minuten nach dem Start stürzte die Maschine in einen Acker, der sich nur wenige Kilometer vom Flughafen entfernt befand. Hierbei wurde die Maschine zerstört. Sechs Passagiere starben, während die verbliebenen 38 Insassen verletzt wurden.

## Ursache
Es konnte ermittelt werden, dass das rechte Triebwerk wegen Vereisung ausgefallen war.